# Кубок Украинской ССР по футболу 1991
26-й и последний розыгрыш Кубка УССР состоялся с марта по ноябрь 1991 года. Участие принимали 26 команд мастеров. Последним обладателем Кубка стал шепетовский «Темп». Победа в турнире позволила «Темпу» стать участником Высшей лиги первого чемпионата независимой Украины

## 1/16 финала
Первые матчи 1/16 финала состоялись 30 марта 1991 года, на полях команд указанных первыми. Ответные матчи состоялись 2 апреля
| Команда 1                    | Итог | Команда 2                       | 1-й матч | 2-й матч |
| ---------------------------- | ---- | ------------------------------- | -------- | -------- |
| СКА (Киев)                   | 3:4  | «Океан» (Керчь)                 | 2:4      | 1:0      |
| «Вагоностроитель» (Стаханов) | 1:0  | «Подолье» (Хмельницкий)         | 0:0      | 1:0      |
| «Кривбасс» (Кривой Рог)      | 3:2  | «Химик» (Северодонецк)          | 1:2      | 2:0      |
| «Полесье» (Житомир)          | 6:4  | «Кристалл» (Херсон)             | 5:1      | 1:3      |
| «Динамо» (Белая Церковь)     | 2:6  | «Прикарпатье» (Ивано-Франковск) | 0:2      | 2:4      |
| «Сталь» (Коммунарск)         | 2:3  | «Звезда» (Кировоград)           | 0:2      | 2:1      |
| «Маяк» (Очаков)              | 1:6  | «Нефтяник» (Ахтырка)            | 1:1      | 0:5      |
| «Маяк» (Харьков)             | 2:3  | «Днепр» (Черкассы)              | 1:0      | 1:3      |
| «Закарпатье» (Ужгород)       | 2:0  | «Шахтёр» (Павлоград)            | 0:0      | 2:0      |
| «Колос» (Никополь)           | 1:2  | «Десна» (Чернигов)              | 1:1      | 0:1      |

## 1/8 финала
Первые матчи 1/8 финала состоялись 29 апреля 1991 года, на полях команд указанных первыми. Ответные матчи состоялись 28 июня (за исключением матча «Кривбасс» — «Полесье», который прошёл 7 июля)
| Команда 1                       | Итог | Команда 2                    | 1-й матч | 2-й матч |
| ------------------------------- | ---- | ---------------------------- | -------- | -------- |
| «Верес» (Ровно)                 | 6:2  | «Чайка» (Севастополь)        | 2:1      | 4:1      |
| «Десна» (Чернигов)              | 7:1  | «Вагоностроитель» (Стаханов) | 5:1      | 2:0      |
| «Полесье» (Житомир)             | 2:3  | «Кривбасс» (Кривой Рог)      | 2:1      | 0:2      |
| «Прикарпатье» (Ивано-Франковск) | 3:4  | «Звезда» (Кировоград)        | 1:3      | 2:1      |
| «Нефтяник» (Ахтырка)            | 5:2  | «Днепр» (Черкассы)           | 3:1      | 2:1      |
| «Закарпатье» (Ужгород)          | 6:3  | «Приборист» (Мукачево)       | 2:2      | 4:1      |
| «Темп» (Шепетовка)              | 2:1  | «Автомобилист» (Сумы)        | 0:1      | 2:0      |
| «Карпаты» (Каменка-Бугская)     |      |                              |          |          |
| «Океан» (Керчь)                 |      |                              |          |          |

## Четвертьфинал
Первые четвертьфинальные матчи состоялись 24 июля 1991 года (матч «Десна» — «Кривбасс» — 22 июля), на полях команд указанных первыми. Ответные матчи состоялись 17 сентября
| Команда 1             | Итог | Команда 2               | 1-й матч | 2-й матч |
| --------------------- | ---- | ----------------------- | -------- | -------- |
| «Океан» (Керчь)       | 0:4  | «Верес» (Ровно)         | 0:3      | 0:1      |
| «Десна» (Чернигов)    | 1:1  | «Кривбасс» (Кривой Рог) | 1:1      | 0:0      |
| «Звезда» (Кировоград) | 2:4  | «Нефтяник» (Ахтырка)    | 2:3      | 0:1      |
| «Темп» (Шепетовка)    | 6:4  | «Закарпатье» (Ужгород)  | 3:2      | 3:2      |

## Полуфинал
Первые полуфинальные матчи состоялись 16 ноября 1991 года, на полях команд указанных первыми. Ответные матчи состоялись 20 ноября
| Команда 1               | Итог | Команда 2          | 1-й матч | 2-й матч |
| ----------------------- | ---- | ------------------ | -------- | -------- |
| «Нефтяник» (Ахтырка)    | 3:4  | «Темп» (Шепетовка) | 2:1      | 1:3      |
| «Кривбасс» (Кривой Рог) | 3:5  | «Верес» (Ровно)    | 3:0      | 0:5      |

## Финал
| 24 ноября 1991 года | \| «Верес» Ровно \| 1:2 \| «Темп» Шепетовка \| \| Сарнавский 22′ \| Голы \| 31′ Довгалец · 81′ Бондаренко \| | «Авангард», Ровно Зрителей: 4277 Судья: Вадим Шевченко (Киев) |
| Составы: · Верес: Сыроквашко, Сарнавский, Лень (Демьянчук, 60'), Павлючук, Ушмаев, Грицаюк, Лобас (Кучер, 20'), Новак, Кабанец, Ризник (Бондар, 55'), Манькута · Гл. тренер: Виктор Носов · Темп: Морозов, Соловьёв, Романов, Бондаренко, Пархомчук (Панасюк, 83'), Сечин, Тимощук, Черняк, Бабий (Балюк, 84'), Довгалец, Заруцкий · Гл. тренер: Иштван Секеч · Сарнавский (В), Черняк (Т) | |                                                               |
| «Верес» Ровно | 1:2 | «Темп» Шепетовка                                              |
| Сарнавский 22′ | Голы | 31′ Довгалец · 81′ Бондаренко                                 |

| 28 ноября 1991 года | \| «Темп» Шепетовка \| 1:1 \| «Верес» Ровно \| \| Бондаренко 29′ \| Голы \| 57′ Манькута \| | «Подолье», Хмельницкий Зрителей: 4500 Судьи: Валерий Онуфер (Ужгород) |
| Составы: Темп: Морозов, Соловьёв, Романов, Бондаренко, Пархомчук, Сечин, Тимощук, Козлов (Балюк), Бабий, Довгалец, Заруцкий Гл. тренер: Иштван Секеч Верес: Сыроквашко, Вильчинский, Лень (Демьянчук), Павлючук, Ушмаев, Грицаюк, Лобас, Новак, Кабанец (Петрик), Ризник, Манькута (Бондар) Гл. тренер: Виктор Носов |                                                                                             |                                                                       |
| «Темп» Шепетовка | 1:1                                                                                         | «Верес» Ровно                                                         |
| Бондаренко 29′ | Голы                                                                                        | 57′ Манькута                                                          |